# Chalodeta charis
Chalodeta charis är en fjärilsart som beskrevs av William Chapman Hewitson 1874. Chalodeta charis ingår i släktet Chalodeta och familjen Riodinidae. Inga underarter finns listade i Catalogue of Life.